# Ель-Вельйон
Ель-Вельйон (ісп. El Vellón) — муніципалітет в Іспанії, у складі автономної спільноти Мадрид. Населення — 1702 особи (2010).
Муніципалітет розташований на відстані близько 40 км на північ від Мадрида.
На території муніципалітету розташовані такі населені пункти: (дані про населення за 2010 рік)
- Ель-Еспарталь: 188 осіб
- Ель-Вельйон: 1453 особи
- Ель-Кампільйо: 30 осіб
- Ерміта-де-Сан-Блас: 11 осіб
- Лас-Кінтас: 15 осіб
- Дееса-Бояль: 4 особи
- Ель-Кальверо: 1 особа

## Демографія
Динаміка населення (INE ):